# Mare Insularum
Mare Insularum, vilket på svenska betyder Öarnas hav, är ett månhav som ansluter direkt till det största månhavet Oceanus Procellarum. Det ligger huvudsakligen norr om månens ekvator på den västra delen av den sida av månen som vetter mot jorden.

## Havet och dess omgivningar
Mare Insularum ligger mellan kratern Kepler i väster och det mindre månhavet - bukten - Sinus Aestuum i öster. I sydväst ansluter det till Oceanus Procellarum. Den stora kratern Copernicus ligger mitt i norra delen av havet och formar, liksom de något mindre kratrarna Reinhold sydsydväst respektive Lansberg sydväst om Copernicus, "öar" i månhavet. Norr om Mare Insularum och Copernicus sträcker sig bergskedjan Montes Carpatus i öst-västlig riktning. I nordost ligger den stora kratern Erathostenes och sydost om denna krater ligger Sinus Aestuum, ett litet månhav som är som en bukt av Mare Insularum som sträcker sig åt nordost. I sydost gränsar Mare Insularum till Mare Cognitum och något längre västerut till bergsområdet Montes Riphaeus.

## Månlandning
Den amerikanska månsonden Surveyor 2 landade på östra Mare Imbrium. Surveyor 3 landade på södra Mare Imbrium och Apollo 12 hade som uppdrag att landa alldeles intill denna månsond, vilket astronauterna som bemannade månlandaren lyckades med.